# Столярова Марія Львівна
Столярова Марія Львівна (7 вересня 1980, Москва) — російська пропагандистка, журналістка, колишній креативний продюсер компанії «Національні інформаційні системи», підрозділу телеканалу «Інтер», що створює інформаційні програми.

## Життєпис
Народилась 7 вересня 1980 року в Москві, закінчила МДУ, факультет журналістики.
З 2000 року працювала з Євгеном Кисельовим на «НТВ», далі — на каналі «Культура» (Росія). Працювала на телеканалі «РЕН ТВ» (Росія).
Співробітник російського телебачення, висвітлювала і підтримувала окупацію Криму Росією. Підтримувала і висвітлювала сепаратистські виступи в Харкові 2014 року. Закликала до введення російських військ на територію України, підтримувала терористичну діяльність проросійських бойовиків на Донбасі. Неодноразово незаконно перетинала державний кордон України на неконтрольованих ділянках.
З кінця 2014 року — креативний продюсер компанії «Національні інформаційні системи», що випускає для телеканалу «Інтер» інформаційні програми та випуски новин. Проживала в Києві. Тісно співпрацювала із кримським журналістом Денисом Вишневським та журналістом пропагандистського сайту «LifeNews» Дмитром Корнєєвим (Харків).
Неодноразово записувала постановочні сюжети для російського телебачення про війну на Донбасі. Зокрема, поза кадром пояснює учасникам «інтерв'ю», що треба сказати у камеру. За роботу, за даними Антона Геращенка, отримувала 5—10 тис. $ щомісяця.
21 лютого 2016 року, під час однієї з трансляцій, присвячених Революції гідності та Небесній сотні, грубо вилаялась у прямому ефірі. Після цього канал «Інтер» заявив, що Столярова ніколи там не працювала.
24 лютого 2016 року — звільнилася з «Інтера».
25 лютого СБУ депортувало Столярову з України до Стамбулу із забороною в'їзду. Причина: її діяльність суперечить інтересам безпеки країни. Її допитали про перебування на окупованих Росією територіях 2014 року та щодо ймовірної участі у терористичних організаціях ДНР.
У серпні 2016 року стало відомо про звітування Столярової та телеканалу «Донбас» перед учасниками терористичного угруповання ДНР.

## Сім'я
- Мати — Олена Столярова